# پرووادیا
پرووادیا (به بلغاری: Провадия) شهری در استان وارنا کشور بلغارستان است که جمعیت آن در سال ۲۰۰۱ میلادی ۱۴٬۱۴۱ نفر بوده‌است.